# Станичне (Берестинський район)
Стани́чне — село в Україні, у Берестинському районі Харківської області. Населення становить 927 осіб. Орган місцевого самоврядування — Станичненська сільська рада.

## Географія
Село Станичне знаходиться біля витоків річок Комишуваха та Суха Балка. На відстані до 1 км розташовані села Ляшівка, Лихове, Дерегівка, Білоусівка і Цяцьківка (зняте з обліку в 1999 році). Північна частина села раніше була селом Караванівка. Поруч проходить автомобільна дорога М18 (E108).

## Історія
Село засноване в другій половині XVII ст.
За даними на 1864 рік у казенному селі Валківського повіту Харківської губернії мешкало 169 осіб (92 чоловічої статі та 77 — жіночої), налічувалось 26 дворових господарств, існувала православна церква.
Станом на 1885 рік у колишньому державному селі Караванської волості мешкало 230 осіб, налічувалось 47 дворових господарств, існували православна церква й 3 лавки, відбувався щорічний ярмарок.
В кінці 20 століття до станичного приєднане село Караванівка.

## Населення

### Мова
Розподіл населення за рідною мовою за даними перепису 2001 року:
| Мова            | Кількість | Відсоток |
| --------------- | --------- | -------- |
| українська      | 865       | 93.31%   |
| російська       | 48        | 5.18%    |
| вірменська      | 9         | 0.97%    |
| білоруська      | 2         | 0.22%    |
| румунська       | 1         | 0.10%    |
| інші/не вказали | 2         | 0.22%    |
| Усього          | 927       | 100%     |

## Економіка
- «Станичне», сільськогосподарське ТОВ.

## Об'єкти соціальної сфери
- Школа.
- Амбулаторія сімейної медицини.
- Будинок культури.

## Релігія
- Іоанно-Предтеченський храм.